# Johann Jakob Christian Donner
Johann Jakob Christian Donner (Krefeld, 10 ottobre 1799 – Stoccarda, 28 marzo 1875) è stato un filologo classico e traduttore tedesco.

## Biografia
Studiò teologia e filologia all'Università di Tubinga. A partire dal 1823, fece parte del seminario protestante di Urach. Nel 1827 fu nominato professore presso il ginnasio superiore di Ellwangen, e dal 1843 al 1852 fu professore nel ginnasio superiore di Stoccarda.
Tradusse le opere di Sofocle, che pubblicò nel 1838-1839 (8 ° edizione, 1875). Tradusse anche le opere di Euripide, Eschilo, Pindaro, Aristofane, Terenzio, Plauto e Omero (Iliade e Odissea).